# Јан Брзак-Феликс
Јан Брзак (чеш. Jan Brzák звани Феликс (Праг, 6. април 1912 — Праг, 15. јул 1988) био је чехословачки кануиста у једниклеку и двоклеку на мирним и дивљим водама. Такмичио за репрезентацију Чехословачке у другој половини 30-их  до почетка 50-их година прошлог века. Био је два пута олимпијски победник у Берлину и Лондону и сребрни у Хелсинкију, троструко светски првак, европски првак, победник многих регата националног и међународног значаја.

## Биографија
Јан Брзак рођен је у Прагу 6. априла 1912.  у породици столара Готлиба Брзака. Био је трећи син од четворо деце (четврти син, Франтишек рођен 1915. године, постао је познати кануист). Јан је као дете, добио надимак Феликс јер је  на тренинге стално носио капу са ликом мачка Феликса јунака цртаних филмова из тог доба. 
Први велики успех на вишем међународном нивоу постигао је у сезони 1936, када је као члан Чехословачке репрезентације, захваљујући низу успешних такмичења добио право да брани част земље на Олимпијским играма у Берлину. Са партнером, Владимиром Сироватком у кануу двоклеку Ц-2 на 1.000 метара освојио је златну олимпијску медаљу. Две године касније на Светском првенству у Ваксхолм у Шведској у пару са Бохуславом Карликом осваја сребро и злато у Ц-2 на 1.000 и 10.000 метара. 
Због избијања  Другог светског рата био је приморан да прекине каријеру.
Након рата Брзак се вратио и „костур” кајакашке репрезентације Чехословачке и наставио да учествују у великим међународним регатама. Тако, 1948. учествује на Олимпијским играма у Лондону са новим партнером Бохимилом Кудрном и поново је најбољи у кануу двоклеку Ц-2 на 1.000 метара. Следеће године одлази на Светско првенство на дивљим водама у Женеви и четири пута се пење на победничко постоље. Да пута је добио сребрне медаље у екипној конкуренцији, а два пута бронзане у појединачној конкуренцији.
Врачајући се веслању на мирним водама, 1950. године, Брзак-Феликс са Кудрном такмичио се на Светском првенству у Копенхагену и победио у обе дисциплине у којима су учествовали Ц-2 1.000 и 10.000 м. Лако је прошао квалификације за учешће на трећим олимпијским играма 1952. у Хелсинкију желећи треће олимпијско злато, али у одлучујућо трци на 1.000 м дански пар Хаустоф и Раш је био бржи па се морао задовољити сребрном медаљом.
Након престанка професионалне каријере, Брзак-Фелик је наставио да весла и редовно је наступао на разним аматерским и ветеранским регатама. Тако се 1955. удружио са својим дугогодишњим партнером Бохуславом  Карликом и за 20 сати су прешли стазу од 190 км реком Влтавом од  Чешких Будјејовица до Прага.